# Weidenbach, Ansbach
Weidenbach là một đô thị ở huyện Ansbach bang Bayern nước Đức. Đô thị Weidenbach, Ansbach có diện tích 21,71 km², dân số thời điểm ngày 31 tháng 12 năm 2006 là 2197 người.
Từ thời Trung cổ đến năm 1791 Weidenbach thuộc Công quốc Ansbach. Sau một thời gian ngắn Phổ cai trị công quốc này, Weidenbach thuộc vương quốc mới thành lập Bayern.